# Koki Anzai
Koki Anzai (født 31. maj 1995) er en japansk fodboldspiller.
Han har spillet for flere forskellige klubber i sin karriere, herunder Tokyo Verdy og Kashima Antlers.